# Alianza Lima na Copa Libertadores da América
O Club Alianza Lima tem participado 28 vezes na Copa Libertadores e chegou à semifinal em duas ocasiões. Jogou 174 partidos, ganhou 37,empatou 33 e perdeu 104 vezes. No 2021 participaram pela primeira vez na Copa Libertadores feminina tendo a melhor participação de uma equipa peruana na história da competição. Teófilo Cubillas é o artilheiro da equipe na Copa Libertadores com 13 gols.

Bandeira do Club Alianza Lima

## Resumo
| Clube        | País | Part | Tít | J   | V  | E  | D   | GP  | GC  | Pts |
| ------------ | ---- | ---- | --- | --- | -- | -- | --- | --- | --- | --- |
| Alianza Lima | Peru | 28   | 0   | 174 | 37 | 33 | 104 | 162 | 307 | 144 |

## História
A estreia do Alianza Lima na Copa Libertadores foi em 1963, naquele ano o time disputou 4 jogos, venceu 1, empatou 1 e perdeu 2. Em 1976, eles avançaram para a semifinal depois de terminar em primeiro lugar em seu grupo, vencendo o Millonarios da Colômbia. No grupo da semifinal, ficou em terceiro lugar, só conseguiu vencer uma partida, o que não lhe permitiu a classificação para a final.
Dois anos depois, em 1978, a equipe chegaria às semifinais pela segunda vez, desta vez também seria eliminada nesta instância pelo Deportivo Cali e Cerro Porteño.
A última vez que se classificou para as oitavas de final foi em 2010, nessa fase foi eliminado pelo Universidad de Chile em duelo polêmico. Atualmente tem o recorde negativo de 29 jogos sem vencer na competição. Sua última vitória nesta competição foi em 2012.

## Partidas disputadas
| Jogo                                 | Data                                 | Time mandante                        | Placar                               | Time visitante                       |
| Copa Libertadores da América de 1963 | Copa Libertadores da América de 1963 | Copa Libertadores da América de 1963 | Copa Libertadores da América de 1963 | Copa Libertadores da América de 1963 |
| ------------------------------------ | ------------------------------------ | ------------------------------------ | ------------------------------------ | ------------------------------------ |
| 1                                    | 24 de abril de 1963                  | Alianza Lima                         | 0-0                                  | Millonarios                          |
| 2                                    | 26 de maio de 1963                   | Millonarios                          | 0-1                                  | Alianza Lima                         |
| 3                                    | 30 de junho de 1963                  | Alianza Lima                         | 0-1                                  | Botafogo                             |
| 4                                    | 24 de julho de 1963                  | Botafogo                             | 2-1                                  | Alianza Lima                         |
| Copa Libertadores da América de 1964 |                                      |                                      |                                      |                                      |
| 5                                    | 7 de maio de 1964                    | Millonarios                          | 3-2                                  | Alianza Lima                         |
| 6                                    | 31 de maio de 1964                   | Independiente                        | 4-0                                  | Alianza Lima                         |
| 7                                    | 4 de junho de 1964                   | Alianza Lima                         | 2-2                                  | Independiente                        |
| 8                                    | 28 de junho de 1964                  | Alianza Lima                         | 1-2                                  | Millonarios                          |
| Copa Libertadores da América de 1966 |                                      |                                      |                                      |                                      |
| 9                                    | 5 de fevereiro de 1966               | Universitario                        | 2-0                                  | Alianza Lima                         |
| 10                                   | 8 de fevereiro de 1966               | Lara                                 | 2-1                                  | Alianza Lima                         |
| 11                                   | 12 de fevereiro de 1966              | Deportivo Italia                     | 3-1                                  | Alianza Lima                         |
| 12                                   | 19 de fevereiro de 1966              | Alianza Lima                         | 0-1                                  | Boca Juniors                         |
| 13                                   | 26 de fevereiro de 1966              | Alianza Lima                         | 0-2                                  | River Plate                          |
| 14                                   | 1 de março de 1966                   | Alianza Lima                         | 1-2                                  | Deportivo Italia                     |
| 15                                   | 8 de março de 1966                   | River Plate                          | 3-2                                  | Alianza Lima                         |
| 16                                   | 10 de março de 1966                  | Boca Juniors                         | 0-1                                  | Alianza Lima                         |
| 17                                   | 13 de março de 1966                  | Alianza Lima                         | 3-0                                  | Lara                                 |
| 18                                   | 23 de março de 1966                  | Alianza Lima                         | 1-1                                  | Universitario                        |
| Copa Libertadores da América de 1972 |                                      |                                      |                                      |                                      |
| 19                                   | 25 de fevereiro de 1972              | Universitario                        | 2-1                                  | Alianza Lima                         |
| 20                                   | 1 de março de 1972                   | U. de Chile                          | 2-3                                  | Alianza Lima                         |
| 21                                   | 4 de março de 1972                   | Unión San Felipe                     | 0-0                                  | Alianza Lima                         |
| 22                                   | 14 de março de 1972                  | Alianza Lima                         | 2-2                                  | Universitario                        |
| 23                                   | 18 de março de 1972                  | Alianza Lima                         | 1-0                                  | Unión San Felipe                     |
| 24                                   | 24 de março de 1972                  | Alianza Lima                         | 3-4                                  | U. de Chile                          |
| Copa Libertadores da América de 1976 |                                      |                                      |                                      |                                      |
| 25                                   | 4 de março de 1976                   | Alianza Lima                         | 0-0                                  | Alfonso Ugarte                       |
| 26                                   | 7 de março de 1976                   | Millonarios                          | 1-0                                  | Alianza Lima                         |
| 27                                   | 11 de março de 1976                  | Santa Fe                             | 2-3                                  | Alianza Lima                         |
| 28                                   | 25 de março de 1976                  | Alfonso Ugarte                       | 0-0                                  | Alianza Lima                         |
| 29                                   | 4 de abril de 1976                   | Alianza Lima                         | 3-0                                  | Santa Fe                             |
| 30                                   | 18 de abril de 1976                  | Alianza Lima                         | 2-1                                  | Millonarios                          |
| 31                                   | 5 de maio de 1976                    | LDU                                  | 2-1                                  | Alianza Lima                         |
| 32                                   | 12 de maio de 1976                   | Alianza Lima                         | 0-4                                  | Cruzeiro                             |
| 33                                   | 20 de maio de 1976                   | Cruzeiro                             | 7-1                                  | Alianza Lima                         |
| 34                                   | 26 de maio de 1976                   | Alianza Lima                         | 2-0                                  | LDU                                  |
| Copa Libertadores da América de 1978 |                                      |                                      |                                      |                                      |
| 35                                   | 5 de julho de 1978                   | Alianza Lima                         | 2-2                                  | Sporting Cristal                     |
| 36                                   | 12 de julho de 1978                  | Oriente Petrolero                    | 0-4                                  | Alianza Lima                         |
| 37                                   | 17 de julho de 1978                  | The Strongest                        | 1-2                                  | Alianza Lima                         |
| 38                                   | 21 de julho de 1978                  | Sporting Cristal                     | 1-4                                  | Alianza Lima                         |
| 39                                   | 28 de julho de 1978                  | Alianza Lima                         | 5-1                                  | Oriente Petrolero                    |
| 40                                   | 4 de agosto de 1978                  | Alianza Lima                         | 2-0                                  | The Strongest                        |
| 41                                   | 14 de setembro de 1978               | Alianza Lima                         | 3-0                                  | Cerro Porteño                        |
| 42                                   | 21 de setembro de 1978               | Deportivo Cali                       | 3-2                                  | Alianza Lima                         |
| 43                                   | 5 de outubro de 1978                 | Cerro Porteño                        | 3-1                                  | Alianza Lima                         |
| 44                                   | 13 de outubro de 1978                | Alianza Lima                         | 1-4                                  | Deportivo Cali                       |
| Copa Libertadores da América de 1979 |                                      |                                      |                                      |                                      |
| 45                                   | 24 de fevereiro de 1979              | Alianza Lima                         | 3-6                                  | Universitario                        |
| 46                                   | 28 de fevereiro de 1979              | Alianza Lima                         | 0-3                                  | Guarani                              |
| 47                                   | 10 de março de 1979                  | Alianza Lima                         | 2-4                                  | Palmeiras                            |
| 48                                   | 21 de março de 1979                  | Universitario                        | 1-0                                  | Alianza Lima                         |
| 49                                   | 7 de abril de 1979                   | Guarani                              | 2-0                                  | Alianza Lima                         |
| 50                                   | 12 de abril de 1979                  | Palmeiras                            | 4-0                                  | Alianza Lima                         |
| Copa Libertadores da América de 1983 |                                      |                                      |                                      |                                      |
| 51                                   | 12 de março de 1983                  | Universitario                        | 0-0                                  | Alianza Lima                         |
| 52                                   | 23 de março de 1983                  | Alianza Lima                         | 0-1                                  | Deportes Tolima                      |
| 53                                   | 27 de março de 1983                  | Alianza Lima                         | 1-2                                  | América de Cali                      |
| 54                                   | 13 de abril de 1983                  | Alianza Lima                         | 2-1                                  | Universitario                        |
| 55                                   | 24 de abril de 1983                  | Deportes Tolima                      | 0-0                                  | Alianza Lima                         |
| 56                                   | 27 de abril de 1983                  | América de Cali                      | 2-0                                  | Alianza Lima                         |
| Copa Libertadores da América de 1987 |                                      |                                      |                                      |                                      |
| 57                                   | 6 de marco de 1987                   | San Agustin                          | 0-2                                  | Alianza Lima                         |
| 58                                   | 15 de maio de 1987                   | Alianza Lima                         | 0-0                                  | Progreso                             |
| 59                                   | 20 de maio de 1987                   | Alianza Lima                         | 0-1                                  | Peñarol                              |
| 60                                   | 26 de maio de 1987                   | Alianza Lima                         | 2-1                                  | San Agustin                          |
| 61                                   | 31 de maio de 1987                   | Progreso                             | 0-0                                  | Alianza Lima                         |
| 62                                   | 2 de junho de 1987                   | Peñarol                              | 2-0                                  | Alianza Lima                         |
| Copa Libertadores da América de 1988 |                                      |                                      |                                      |                                      |
| 63                                   | 1 de julho de 1988                   | Universitario                        | 0-0                                  | Alianza Lima                         |
| 64                                   | 8 de julho de 1988                   | Alianza Lima                         | 2-1                                  | Guarani                              |
| 65                                   | 22 de julho de 1988                  | Alianza Lima                         | 0-1                                  | Sport                                |
| 66                                   | 3 de agosto de 1988                  | Alianza Lima                         | 0-2                                  | Universitario                        |
| 67                                   | 16 de agosto de 1988                 | Sport                                | 5-0                                  | Alianza Lima                         |
| 68                                   | 19 de agosto de 1988                 | Guarani                              | 1-0                                  | Alianza Lima                         |
| Copa Libertadores da América de 1994 |                                      |                                      |                                      |                                      |
| 69                                   | 2 de março de 1994                   | Universitario                        | 0-1                                  | Alianza Lima                         |
| 70                                   | 15 de março de 1994                  | Barcelona SC                         | 3-0                                  | Alianza Lima                         |
| 71                                   | 18 de março de 1994                  | Emelec                               | 3-0                                  | Alianza Lima                         |
| 72                                   | 23 de março de 1994                  | Alianza Lima                         | 1-2                                  | Universitario                        |
| 73                                   | 5 de abril de 1994                   | Alianza Lima                         | 2-1                                  | Barcelona SC                         |
| 74                                   | 12 de abril de 1994                  | Alianza Lima                         | 2-2                                  | Emelec                               |
| Copa Libertadores da América de 1995 |                                      |                                      |                                      |                                      |
| 75                                   | 8 de fevereiro de 1995               | Sporting Cistal                      | 3-0                                  | Alianza Lima                         |
| 76                                   | 14 de fevereiro de 1995              | Wisltemann                           | 2-1                                  | Alianza Lima                         |
| 77                                   | 17 de fevereiro de 1995              | Bolívar                              | 3-1                                  | Alianza Lima                         |
| 78                                   | 8 de março de 1995                   | Alianza Lima                         | 1-1                                  | Sporting Cistal                      |
| 79                                   | 17 de março de 1995                  | Alianza Lima                         | 6-1                                  | Wisltemann                           |
| 80                                   | 24 de março de 1995                  | Alianza Lima                         | 1-1                                  | Bolívar                              |
| Copa Libertadores da América de 1997 |                                      |                                      |                                      |                                      |
| 81                                   | 19 de fevereiro de 1997              | Alianza Lima                         | 0-0                                  | Sporting Cistal                      |
| 82                                   | 25 de fevereiro de 1997              | Alianza Lima                         | 1-0                                  | Cruzeiro                             |
| 83                                   | 4 de março de 1997                   | Alianza Lima                         | 0-4                                  | Grêmio                               |
| 84                                   | 12 de março de 1997                  | Sporting Cistal                      | 1-1                                  | Alianza Lima                         |
| 85                                   | 18 de março de 1997                  | Cruzeiro                             | 2-0                                  | Alianza Lima                         |
| 86                                   | 21 de março de 1997                  | Grêmio                               | 2-0                                  | Alianza Lima                         |
| Copa Libertadores da América de 2012 |                                      |                                      |                                      |                                      |
|                                      | 9 de fevereiro de 2012               | Libertad                             | 4-1                                  | Alianza Lima                         |
|                                      | 6 de março de 2012                   | Vasco da Gama                        | 3-2                                  | Alianza Lima                         |
|                                      | 13 de março de 2012                  | Alianza Lima                         | 1-0                                  | Nacional                             |
|                                      | 27 de março de 2012                  | Nacional                             | 1-0                                  | Alianza Lima                         |
|                                      | 3 de abril de 2012                   | Alianza Lima                         | 1-2                                  | Vasco da Gama                        |
|                                      | 12 de abril de 2012                  | Alianza Lima                         | 1-2                                  | Libertad                             |
| Copa Libertadores da América de 2015 |                                      |                                      |                                      |                                      |
|                                      | 3 de fevereiro de 2015               | Alianza Lima                         | 0-4                                  | Huracán                              |
|                                      | 10 de fevereiro de 2015              | Huracán                              | 0-0                                  | Alianza Lima                         |
| Copa Libertadores da América de 2018 |                                      |                                      |                                      |                                      |
|                                      | 1 de março de 2018                   | Alianza Lima                         | 0-0                                  | Boca Juniors                         |
|                                      | 3 de abril de 2018                   | Palmeiras                            | 2-0                                  | Alianza Lima                         |
|                                      | 19 de abril de 2018                  | Alianza Lima                         | 0-2                                  | Junior                               |
|                                      | 26 de abril de 2018                  | Junior                               | 1-0                                  | Alianza Lima                         |
|                                      | 3 de maio de 2018                    | Alianza Lima                         | 1-3                                  | Palmeiras                            |
|                                      | 16 de maio de 2018                   | Boca Juniors                         | 5-0                                  | Alianza Lima                         |
| Copa Libertadores da América de 2019 |                                      |                                      |                                      |                                      |
|                                      | 6 de março                           | Alianza Lima                         | 1-1                                  | River Plate                          |
|                                      | 13 de março                          | Internacional                        | 2-0                                  | Alianza Lima                         |
|                                      | 2 de abril                           | Palestino                            | 3-0                                  | Alianza Lima                         |
|                                      | 11 de abril                          | River Plate                          | 3-0                                  | Alianza Lima                         |
|                                      | 24 de abril                          | Alianza Lima                         | 0-1                                  | Internacional                        |
|                                      | 7 de maio                            | Alianza Lima                         | 1-2                                  | Palestino                            |

## Elencos
| Edição | Elenco | Treinador           |
| ------ | --- | ------------------- |
| 1963   | Rodolfo Bazán • Adolfo Donayre • Rodolfo Guzmán • Rubén Rivas • Jorge Charún • Juan de la Vega • Enrique Tenemás • Vantuil • Víctor Zegarra • Eduardo Flores • Pedro León • Héctor Valle | Jayme               |
| 1964   | Rodolfo Bazán • Román Villanueva • Adolfo Donayre • Rodolfo Guzmán • Orlando Lavalle • Rubén Rivas • Manuel Sánchez • Carlos Castro • Jorge Charún • Teófilo Cubillas • Juan de la Vega • Manuel Grimaldo • Víctor Rostaing • Enrique Tenemás • Víctor Zegarra • Carlos Ávalos • Eduardo Flores • Pedro León • Héctor Valle                                                                                     | Jayme               |
| 1966   | Rodolfo Bazán • Jorge Barreto • Rodolfo Guzmán • Armando Lara • Orlando Lavalle • Luis Maravi • Mario Catala • Jorge Charun • Julio Correa • Teófilo Cubillas • Juan de la Vega • Teodoro García • Manuel Grimaldo • Eusebio Leiva • Guido Mendoza • Víctor Rostaing • Víctor Zegarra • Julio Baylon • Ítalo Cavagnari • Eduardo Flores • Helio Cruz • Pedro León • Luis Martinez • Eladio Reyes • Héctor Valle | Jayme               |
| 1972   | Francisco Ponce • Carlos Salinas • Javier Castillo • Javier Gonzalez • Moisés Palacios • Rafael Risco • Santiago Alé • Teófilo Cubillas • César Cueto • Manuel Mayorga • Jorge Reaño • José Velásquez • Víctor Zegarra • Julio Baylon • Luis Martinez • Juan Rivero • José Sierra • Alfonso Vilela | José Gomes Nogueira |
| 1976   | |                     |